# Diego Passoni
Diego Passoni (Monza, 21 settembre 1976) è un conduttore radiofonico, conduttore televisivo, scrittore ed ex ballerino italiano.

## Biografia
Si diploma in ragioneria e si iscrive alla facoltà di scienze dell'educazione, che però lascia dopo un anno per trasferirsi in Francia, in un convento tra le montagne dell’Alsazia. Tornato in Italia studia danza e si iscrive ad una accademia per i musical a Milano, cominciando a ballare in televisione con Billy More, con Alexia, al Festivalbar e a Super. Successivamente diventa veejay per il canale GAY.tv, ed in seguito diventa conduttore radiofonico per Radio Deejay, dove attualmente conduce Pinocchio. Da marzo 2008 conduce su Bonsai TV il talk show Life Sharing, dove vengono intervistati giovani italiani.
Nel gennaio 2010 conduce la trasmissione televisiva di Deejay TV Nientology, insieme a La Pina, mentre nel 2011 è ancora a fianco alla Pina come opinionista del reality-show Uman - Take Control!, in onda su Italia 1. Dall'ottobre 2011 conduce su Deejay TV il talent show Lato C, in onda nella prima serata del sabato. Nel 2012 è uno degli opinionisti della nona edizione del reality L'isola dei famosi, condotto da Nicola Savino su Rai 2, mentre sempre in ambito televisivo ha condotto Dimmi quando su Deejay TV nel 2014, ospitando personaggi musicali di successo. Ha vinto, nel 2015, le Cuffie d'oro insieme alla squadra di Pinocchio per la categoria Best Show.

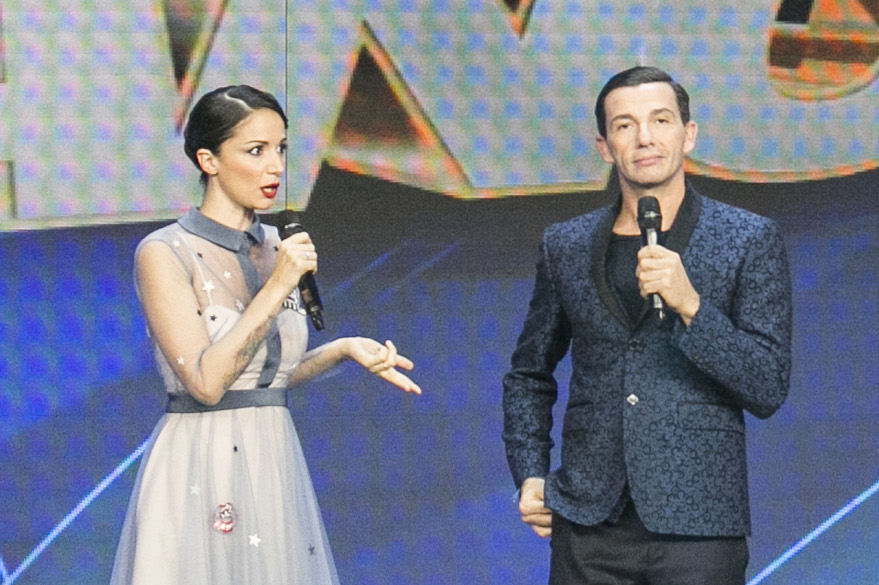
Andrea Delogu e Diego Passoni a Dance Dance Dance nel 2017.

Durante l'estate 2016 partecipa come concorrente della quinta edizione del reality show Pechino Express, formando assieme a Cristina Bugatty la coppia dei contribuenti, piazzandosi al secondo posto al termine del programma. Dall'autunno 2016 intraprende la serie web Citofonare Passoni per Radio Deeja+y, e nell'inverno 2016-2017 conduce, insieme ad Andrea Delogu, la prima edizione del talent show Dance Dance Dance, in onda su Fox Life e Fox. Sempre con Delogu commenta su Rai 4 le semifinali dell'Eurovision Song Contest 2017.
Nel 2019 pubblica il suo primo libro autobiografico dal titolo Ma è stupendo!. Nel 2020 esce il suo secondo libro intitolato Siamo tutti sulla stessa arca nel quale accompagna il lettore alla lettura del libro della Genesi. Nel 2022 pubblica il primo romanzo L'Isola, seguito dal romanzo per bambini La battaglia del bosco senza nome compreso nella collana de Il Battello a Vapore. Nel 2023 idea e presenta il podcast di divulgazione scientifica Cazzi nostri – Cose tra maschi con l'urologo e andrologo Nicola Macchione riguardo la sessualità maschile, pubblicando assieme il libro Pene, maschile plurale.

## Vita privata
Il 24 giugno 2017 si unisce civilmente al compagno Pier Mario Simula.

## Radio
- Pinocchio (Radio Deejay, dal 2004)
- Eurovision Song Contest 2017 (Radio 2, 2017)

## Televisione
- Life Sharing (Bonsai TV, 2008)
- Scorie (Rai 2, 2008) inviato
- Uman - Take Control! (Italia 1, 2011) opinionista
- Nientology (Deejay TV, 2010)
- Lato C (Deejay TV, 2011)
- L'isola dei famosi (Rai 2, 2012) opinionista
- Cristina Parodi Live (LA7, 2012) ospite fisso
- X Factor (Sky Uno, 2012) speaker
- Giù in 60 secondi - Adrenalina ad alta quota (Deejay TV, 2013) concorrente
- Dimmi quando (Deejay TV, 2014)
- Pechino express (Rai 2, 2016) concorrente
- Dance dance dance (Fox Life, 2016-2017)
- Eurovision Song Contest (Rai 4, 2017) commentatore
- Alessandro Borghese - Celebrity Chef (TV8, 2022) - concorrente
- Diversity Media Awards (Rai 1, 2022)

## Web e podcast
- Citofonare Passoni, (RadioDeejay.it 2016-2024)
- Citofonare Gaetano (RadioDeejay.it 2020-2021)
- Cazzi nostri – Cose tra maschi (Onepodcast, 2023)

## Opere
- Diego Passoni, Ma è stupendo!, Milano, Vallardi, 2019, ISBN 978-88-6987-832-9, OCLC 1090189648.
- Diego Passoni, Siamo tutti sulla stessa arca, Milano, Mondadori, 2020, ISBN 978-88-04-73158-0.
- Diego Passoni, Isola, Milano, Mondadori, 2022, ISBN 880474586X.
- Diego Passoni, La battaglia del bosco senza nome, Milano, Il Battello a Vapore, 2023, ISBN 885669302X.
- Diego Passoni e Macchione Nicola, Pene, maschile plurale, Milano, Fabbri Editori, 2024, ISBN 8891596531.